# Archives de l'État à Louvain-la-Neuve

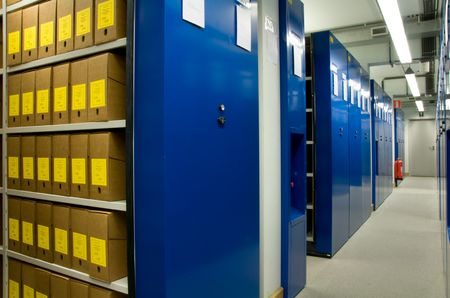
Magasins d'archives aux Archives de l'État à Louvain-la-Neuve.

Les Archives de l’État à Louvain-la-Neuve sont l’une des 19 implantations des Archives de l'État en Belgique.
Les Archives de l'État ont ouvert leurs portes au cœur de la cité universitaire le 13 janvier 2009. Le dépôt se trouve à la rue Paulin Ladeuze no 16 à Louvain-la-Neuve en province de Brabant wallon, à proximité de la Grand Place. Il s'agit du seul bâtiment des archives de l'État situé en terrain privé, l'entièreté de la ville appartenant à l'université catholique de Louvain (UCLouvain). 
D’une superficie totale de 5 300 m2, le bâtiment peut abriter 14 kilomètres linéaires d’archives. La salle de lecture peut, quant à elle, accueillir jusqu’à 140 personnes.
À côté des archives d’administrations publiques, des archives notariales et des fonds privés, le public peut y consulter les registres de naissances, mariages et décès
du Brabant wallon, numérisés de 1590 à 1910, ou encore des ouvrages scientifiques et administratifs.

## Qu’y trouve-t-on?
Étudiants, chercheurs, passionnés de généalogie ou d’histoire trouveront aux Archives de l’État à Louvain-la-Neuve une grande gamme de documents produits en Brabant wallon, utiles à leurs recherches :
- Les archives publiques régionales et locales d’ancien régime : échevinages, cours censales et féodales, greffes scabinaux, etc.
- Les archives des administrations (époque contemporaine) : communes, prisons, centres PMS, commissariat d’arrondissement, institutions hospitalières et de bienfaisance, etc.
- Les archives des juridictions (époque contemporaine) : tribunaux de première instance, parquet, tribunaux de police, justices de paix, tribunaux militaires, etc.
- Les archives des institutions ecclésiastiques : abbayes, prieurés, couvents, béguinages, paroisses, collèges, chapitre, officialité, etc.
- Les archives notariales : contrats de mariages, inventaires après décès, baux à ferme, etc.
- Les archives de familles et de particuliers.
- Les archives d’entreprises : Fabelta-Tubize, usines Émile Henricot, Forges de Clabecq, Comptoir agricole de Quenast, etc.
- Les sources généalogiques en ligne : registres paroissiaux du XVIe siècle à 1796, registres d’état civil de 1796 à 1910 de la province du Brabant wallon. Pour certaines communes, les registres de population sont consultables sur microfilms.
- La bibliothèque scientifique et administrative : dictionnaires, atlas, bibliographies, biographies, instruments de recherche, ouvrages historiques, recueils législatifs, exposés administratifs, almanachs, etc.

## Salle de lecture numérique
Depuis août 2009, les registres paroissiaux et registres d’état civil de tout le pays ont été progressivement numérisés et mis à disposition du public dans les salles de lecture des Archives de l’État, dont celle de Louvain-la-Neuve. 
Depuis janvier 2013, plus de 27 000 registres paroissiaux et un nombre sans cesse croissant de registres d’état civil sont également disponibles gratuitement sur le site internet des Archives de l’État.
D’autres types de documents sont, par ailleurs, consultables depuis la salle de lecture numérique ou le site internet des Archives de l’État : 6 000 photos de la Première Guerre mondiale, des milliers de cartes et plans, les procès-verbaux du Conseil des Ministres (1918-1979), l'annuaire statistique de la Belgique (et du Congo belge) depuis 1870, 38 000 moulages de sceaux, etc.

## Historique
Le 1er janvier 1995, la province de Brabant laisse la place à trois entités distinctes : le Brabant wallon, le Brabant flamand et l'arrondissement administratif de Bruxelles-Capitale. Dès cet instant, les Archives de l'État plaidèrent pour la création d'un dépôt en Brabant wallon. Les fonds et collections furent répartis entre les trois entités. Les Archives de l’État à Louvain-la-Neuve ouvrirent leurs portes en 2009.